# Сеат атека
Сеат атека (шп. Seat Ateca) је теренски аутомобил који производи шпанска фабрика аутомобила Сеат. Производи се од 2016. године.

## Историја
Атека је прво Сеатово теренско возило, које је засновано на истој платформи као и Фолксваген тигуан. Први пут је возило представљено као концепт студија још 2007. године под називом трибу, затим на салону у Женеви 2011. године као IBX, и коначно 2015. такође у Женеви под називом Сеат 20v20 Concept. Званично је представљен јавности на салону аутомобила у Женеви 2016. године. По уобичајеној пракси Сеата да даје називе својим моделима по шпанским градовима, тако је и први теренац добио назив по градићу Атека у покрајини Арагон. Атека је други Сеатов аутомобил после толеда који се производи у Чешкој, у граду Млада Болеслав.
Сеат атека је освојила награду за најисплативију опцију за европске купце, Аутобест 2017.
Дизајн је релативно конвенционалан, уочљива је бочна силуета која подсећа на тигуана. Многа решења су већ виђена на осталим Сеатовим моделима, као у ентеријеру који се не разликује превише од леона треће генерације. У понуди је модел са класичним погоном на предњим точковима и пртљажником запремине од 510 литара, као и 4x4 са пртљажним простором од 485 л. Од мотора, основну верзију покреће 1.0 троцилиндарски турбо-бензинац од 115 КС, као и 1.4 TSI од 150 КС. Дизели су опремљени са 1.6 TDI мотором од 115 КС и 2.0 TDI од 150 и 190 КС.